# Ptakks
PtAkkS es un programa de administración remota de computadores que funciona bajo una arquitectura cliente-servidor. Si ejecutamos el servidor en un computador remoto, es posible desde el cliente, gobernar cualquier función del computador remoto, entre los que destaca abrir y cerrar programas, leer y modificar ficheros, transferir ficheros, ver la pantalla remota, obtener información del sistema, etc. 

## Características
PtAkkS está basado en un arquitectura cliente-servidor. El servidor se ejecuta en un computador basado en Windows y se instala de forma transparente para el usuario como un servicio, de forma que es ejecutado automáticamente cuando se inicia el computador. El servidor abre el puerto UDP 1024 para recibir paquetes del cliente. Una vez abierto este puerto y comprobada la conexión a Internet, el servidor, si se ha configurado de esta forma, envía una notificación por correo electrónico o ICQ al usuario remoto para que pueda conectarse, facilitándole la dirección IP.
Por su parte, el cliente permite realizar una conexión con el servidor de forma que se puede controlar remotamente varias funciones del computador en el que se ejecuta el servidor. Algunas de las funciones que se pueden controlar son las siguientes:
- Desplegar cajas de mensajes con botones (Aceptar, Si, No, etc.)
- Desplegar cajas de mensaje para ingresar información
- Captura de la pantalla
- Reiniciar o apagar Windows o la actual sesión de usuario
- Colgar al sistema
- Mover o bloquear el cursor del mouse
- Acceder a las contraseñas en el caché
- Acceder a las contraseñas de Windows
- Generar errores de sistema
- Generar sonidos
- Encender el indicador de la disquetera
- Abrir la bandeja de lector de CD
- Convertir la pantalla en un puzzle
- Apagar el monitor
- Mover la pantalla horizontal y verticalmente
- Visualizar el contenido de discos duros, carpetas, etc.
- Buscar archivos
- Crear directorios
- Borrar archivos
- Renombrar archivos y directorios
- Copiar archivos
- Ver archivos
- Transferir archivos
- Ejecutar archivos en modo visible u oculto
- Mover, esconder o cerrar ventanas
- Esconder o mostrar la barra de tareas
- Habilitar o deshabilitar ventanas
- Terminar un proceso activo
- Deshabilitar el teclado
- Habilitar o deshabilitar las teclas Ctrl+Alt+Supr
- Activar o desactivar un capturador de teclas (keylogger)
- Visualizar el registro del sistema

## Controversia
Aunque inicialmente este software se creó como una herramienta de administración remota ganó una tremenda popularidad como troyano, especialmente dentro de la comunidad hispanohablante, al ser de los primeros publicados en idioma español y desarrollados en España, concretamente en la ciudad de Valencia como así se indicaba mediante un mensaje en el propio cliente. De hecho en las sucesivas versiones del software se potenciaron más las funcionalidades como troyano y su capacidad para no ser detectado por los antivirus. A pesar de ello, debido a su popularidad y a su distribución libre y gratuita estuvo en el punto de mira de los antivirus, siendo incluido en sus bases de datos cada vez de forma más rápida y apareciendo en diferentes libros de seguridad informática.

## Final
En el año 2006 sus creadores (Xan, QuoVadis y Tapunet) anunciaron en su página web que abandonaban el desarrollo de nuevas versiones para dedicarse a otros proyectos personales. A día de hoy el software es detectado como troyano por la mayoría de antivirus lo cual dificulta enormemente su uso como herramienta de administración remota.